# Katapleiit
Katapleiit ist ein relativ selten vorkommendes Mineral aus der Mineralklasse der „Silikate und Germanate“. Es kristallisiert im monoklinen Kristallsystem mit der chemischen Zusammensetzung Na2Zr[Si3O9]·2H2O und ist damit chemisch gesehen ein wasserhaltiges Natrium-Zirkon-Silikat. Strukturelle gehört Katapleiit zu den Ringsilikaten (Cyclosilikaten).
Katapleiit entwickelt dünntafelige, pseudohexagonale Kristalle und Zwillinge bis etwa 15 cm Größe, die meist zu rosettenförmigen oder blättrigen bis plattigen Mineral-Aggregaten verbunden sind. In reiner Form ist Katapleiit farblos und durchsichtig. Durch vielfache Lichtbrechung aufgrund von Gitterbaufehlern oder polykristalliner Ausbildung kann er aber auch weiß erscheinen und durch Fremdbeimengungen eine hellgelbe bis gelblichbraune, braune, rosa bis violette oder blaugraue sowie durch Mischkristallbildung mit Calciokatapleiit (CaZr[Si3O9]·2H2O) eine gelblichrote bis fleischrote Farbe annehmen, wobei die Transparenz entsprechend abnimmt. Die Strichfarbe des Minerals ist allerdings immer weiß bis hellgelb. Frische Katapleiit-Kristallproben zeigen einen schwachen Glasglanz auf den Oberflächen, allerdings werden diese mit der Zeit durch Verwitterung matt.

## Etymologie und Geschichte
Der Mineralname ist eine Anspielung darauf, dass sich Katapleiit oft in Begleitung von vielen weiteren seltenen Mineralen findet und setzt sich zusammen aus den altgriechischen Wörtern κατα [kata] für mit und πλείων (verkürzt πλεί) [plëi] für viele mit dem in der Mineralogie üblichen Anhang -it für das Mineral.
Erstmals entdeckt wurde das Mineral auf der Insel Låven (auch Skådön, Lamö oder Lamanskjaer) im Langesundsfjord in der norwegischen Provinz Vestfold und beschrieben 1950 durch P. H. Weibye, N. J. Berlin, K. A. Sjogren und J. B. Borck.
In verschiedenen mineralogischen Literaturen findet sich das Mineral auch unter dem Namen Katapleit, der allerdings weder etymologisch korrekt ist, noch der ursprünglichen Benennung durch die Erstbeschreiber entspricht.

## Klassifikation
In der veralteten 8. Auflage der Mineralsystematik nach Strunz gehörte der Katapleiit zur Mineralklasse der „Silikate“ und dort zur Abteilung „Ringsilikate (Cyclosilikate)“, wo er gemeinsam mit Calciokatapleiit und Eudialyt sowie im Anhang mit Jagoit in der „Katapleitgruppe“ mit der Systemnummer VIII/C.03 steht.
In der zuletzt 2018 überarbeiteten Lapis-Systematik nach Stefan Weiß, die formal auf der alten Systematik von Karl Hugo Strunz in der 8. Auflage basiert, erhielt das Mineral die System- und Mineralnummer VIII/E.04-010. Dies entspricht der Klasse der „Silikate“ und dort der Abteilung „Ringsilikate“, wo Katapleiit zusammen mit Calciokatapleiit und Moskvinit-(Y) eine unbenannte Gruppe mit der Systemnummer VIII/E.04 bildet.
Die von der International Mineralogical Association (IMA) zuletzt 2009 aktualisierte 9. Auflage der Strunz’schen Mineralsystematik ordnet den Katapleiit in die Klasse der „Silikate und Germanate“ und dort in die Abteilung „Ringsilikate (Cyclosilikate)“ ein. Hier ist das Mineral in der Unterabteilung „[Si3O9]6−-Dreier-Einfachringe ohne inselartige, komplexe Anionen“ zu finden, wo es zusammen mit Calciokatapleiit die „Katapleiitgruppe“ mit der Systemnummer 9.CA.15 bildet.
In der vorwiegend im englischen Sprachraum gebräuchlichen Systematik der Minerale nach Dana hat Katapleiit die System- und Mineralnummer 59.02.02.01. Das entspricht der Klasse der „Silikate“ und dort der Abteilung „Ringsilikate: Dreierringe“. Hier findet er sich innerhalb der Unterabteilung „Ringsilikate: Wasserhaltige Dreierringe“ in der „Katapleiitgruppe“, in der auch Calciokatapleiit, Gaidonnayit, Georgechaoit, Loudounit und Bobtraillit eingeordnet sind.

## Kristallstruktur
Katapleiit kristallisiert dimorph mit Gaidonnayit im monoklinen Kristallsystem in der Raumgruppe I2/c (Raumgruppen-Nr. 15, Stellung 8) mit den Gitterparametern a = 12,78 Å; b = 7,42 Å; c = 20,16 Å und β = 90,4° sowie 8 Formeleinheiten pro Elementarzelle.

## Eigenschaften

### Chemische Eigenschaften
Vor dem Lötrohr ist Katapleiit leicht schmelzbar, auch von Säuren (unter anderem HCl) wird das Mineral in pulverisiertem Zustand schnell zersetzt.

### Physikalische Eigenschaften
Mit einer Mohshärte von 5,5 bis 6 gehört Katapleiit zu den mittelharten Mineralen, die sich ähnlich wie das Referenzmineral Orthoklas (Mohshärte 6) mit einer Stahlfeile ritzen lassen.
Das Mineral zeigt eine vollkommene Spaltbarkeit nach der Basis {100}. Sein Bruchverhalten ist jedoch ähnlich spröde wie Quarz oder Glas mit Bruchflächen, die dem runden Abdruck von Muscheln gleichen.

## Bildung und Fundorte

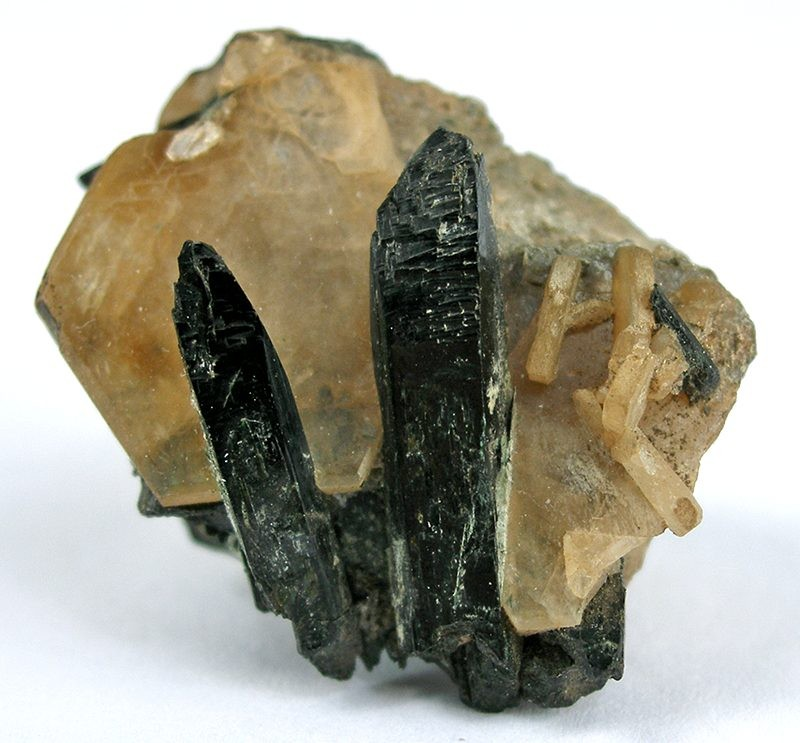
Katapleiit (bräunlichweiß) und Aegirin (schwarz) aus Narsaarsuk (Narssârssuk), Kitaa, Grönland (Größe: 2,8 cm × 2,2 cm × 1,4 cm)

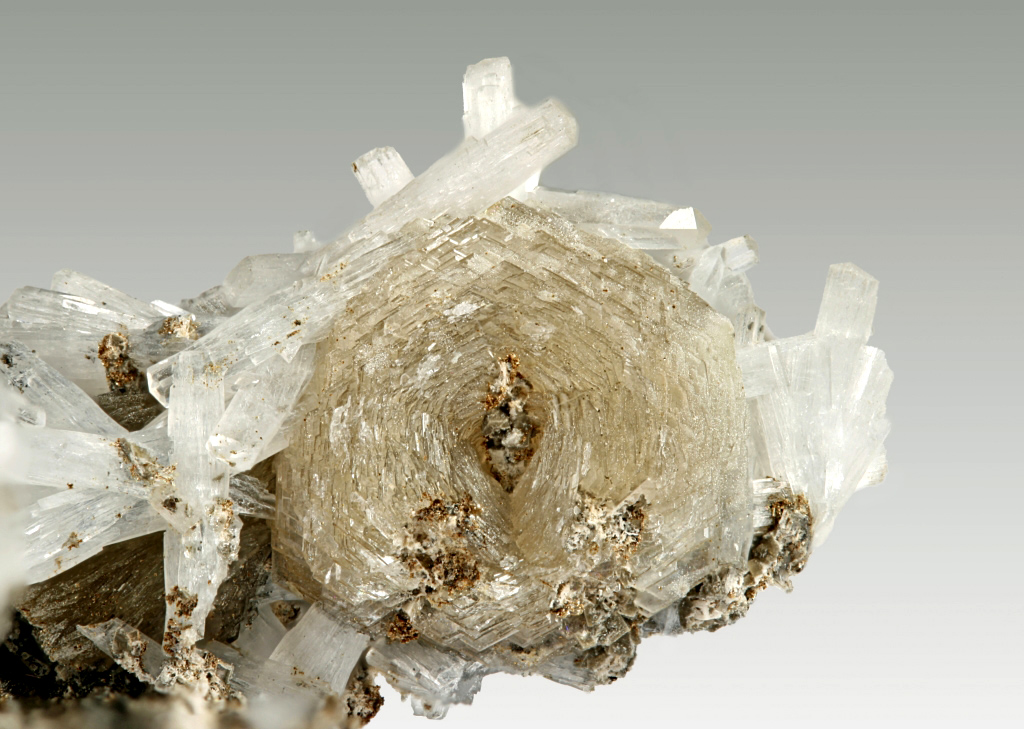
Katapleiit (cremefarben) und Natrolith (weiß) aus dem Steinbruch Poudrette, Mont Saint-Hilaire, Québec, Kanada (Durchmesser der Katapleiit-Rosette: ca. 12 mm)

Katapleiit bildet sich in vulkanischen Tiefengesteinen (Plutoniten) wie Syeniten und Nephelin-Syeniten, aber auch magmatisch in Pegmatiten, wo er üblicherweise durch metasomatische Umwandlung von Eudialyt entsteht. Als Begleitminerale treten unter anderem Aegirin, Analcim, Astrophyllit, Epididymit, Låvenit, Leukophan(it), Natrolith, Rinkit, Sodalith und Zirkon auf.
Katapleiit gehört zu den relativ seltenen Mineralbildungen, die an verschiedenen Fundorten zum Teil zwar reichlich vorhanden sein können, insgesamt aber wenig verbreitet sind. Insgesamt gelten bisher (Stand 2015) rund 120 Fundorte. Neben seiner Typlokalität Låven und vielen weiteren Orten in der Kommune Larvik trat das Mineral in Norwegen noch in der Kommune Sandefjord in der Provinz Vestfold sowie in der Kommune Porsgrunn in der Provinz Telemark zutage.
Die bisher größten bekannten Kristalle mit einem Durchmesser von bis zu 15 cm wurden am Mont Saint-Hilaire im Südwesten der kanadischen Provinz Québec entdeckt, aber auch in den Provinzen Neufundland und Labrador sowie in British Columbia im Westen Kanadas sind einige Fundorte für Katapleiit bekannt.
Bis zu 3 cm große Kristalle kennt man unter anderem vom Berg Yukspor auf der russischen Halbinsel Kola.
Innerhalb von Europa kennt man Katapleiit bisher nur aus Ödeshög in Östergötland und Norra Kärr in der Provinz Jönköpings län in Schweden.
Weitere Fundorte liegen unter anderem in Brasilien, China, Grönland, Guinea, Kirgisistan, Libyen, Madagaskar, Marokko, Namibia, Schweden, Südafrika und in verschiedenen Bundesstaaten der USA (Arkansas, Montana, New Mexico, Virginia, Wisconsin).

## Verwendung als Schmuckstein
Als Schmuckstein ist Katapleiit erst relativ kurz auf dem Markt und daher noch wenig bekannt.